# Chiesa dei Santi Maria e Clemente a Valenzatico
La chiesa dei Santi Maria e Clemente a Valenzatico si trova nei pressi di Quarrata, in provincia di Pistoia.

## Storia e descrizione
La chiesa è ricordata dal 1132. Nell'edificio attuale, che mostra i caratteri del secolo XIX, si conserva una tela con l'Ultima cena di Alessio Gemignani, firmata e datata 1612.